# Линнанкиви, Юрки
Ю́рки Пе́кка Эми́ль Линнанки́ви (фин. Jyrki Pekka Emil Linnankivi, 15 октября, Хельсинки), более известный как Jyrki69 (Юрки69) — финский певец, фронтмен групп The 69 Eyes, The 69 Cats, Musta Paraati. Посол Доброй Воли UNICEF.

## Биография
Рос в интеллигентной семье, занимался верховой ездой, посещал художественную и музыкальную школы. Его мать предпочитала классическую и церковную музыку. В 8 лет у него было своё фортепиано, позже он играл на гитаре. По окончании школы его кузен выразил надежду, что Юрки станет священником. Попытки стать священником продолжались недолго — он получил прозвище Paavi (Святой отец, Святоша) от технического персонала гастрольного тура группы.
В студенческие годы увлекся рисованием комиксов и вечеринками в клубах. Был вдохновлён глэм-роком, ужастиками и вампирами, которые могли бы из его комиксов перейти в историю группы. Позже познакомился с нынешними участниками группы.

## Творчество
Юрки известен своим низким голосом (бас-баритон) и стилем пения, подражающим Элвису Пресли. Музыка и сценический образ Элвиса оказали на Юрки в юности  большое влияние; он впервые заинтересовался рок-н-роллом, когда в 9 лет увидел по телевизору похороны Пресли и так узнал об этом певце и жанре. Юрки также часто сравнивали с другими готическими вокалистами, поющими низким голосом, например Питером Стилом и Эндрю Элдричем.

В течение начального периода я концентрировался только на создании громкого звука и разбивании микрофонных стоек. Затем, ради прикола, я решил петь так низко, насколько смогу. В некоторых, самых готичных песнях это заходит слишком далеко, но сейчас я перешел к немного менее мрачному стилю.

Он же основной автор текстов для песен The 69 Eyes. Его песни часто посвящены его любимым фильмам, таким как «Пропащие ребята», «Ворон», «Последний дом слева», «Изгои». По словам Юрки, «половина песен The 69 Eyes — это попытки написать песню про кино».
В 2014 году снялся в российском фильме «Закрой глаза» режиссёра Ольги Субботиной. Премьера фильма состоялась 8 августа 2016 года на фестивале «Окно в Европу» (г. Выборг).
Специально для фильма совместно с Джонни Ли Майклсом он записал 3 песни ("Close Your Eyes", "In Your Dreams" и "Sayonara"). Эти песни вошли в первый сольный альбом Юрки.
Первый сольный альбом под названием «Helsinki Vampire» вышел 23 июня 2017 года на лейбле Cleopatra Records.
Второй сольный альбом под названием "American Vampire" вышел 17 декабря 2021 года на лейбле Cleopatra Records.

## Достижения
Помимо альбомов, обладающих статусом платиновых, Юрки также известен как Посол доброй воли ЮНИСЕФ и обладатель учёной степени в области аналитической химии. Работу в UNICEF он называет большой честью. По работе он дважды бывал в Кении, а также во множестве школ Финляндии.